# فهرست فرودگاه‌های نیوفاندلند و لابرادور
این مقاله شامل فهرست فرودگاه‌ها و بالگردگاه‌های نیوفاندلند و لابرادور در کشور کانادا است که بر پایهٔ مکان قرارگیری آن‌ها مرتب شده است.

## فهرست فرودگاه‌ها و بالگردگاه‌ها
| مکان                   | نام فرودگاه                                                   | ایکائو | TC موقعیت‌یاب | یاتا | مختصات                                                         |
| ---------------------- | ------------------------------------------------------------- | ------ | ------------ | ---- | -------------------------------------------------------------- |
| Bell Island            | فرودگاه جزیره بل                                              |        | CCV4         |      | ۴۷°۳۸′۰۰″ شمالی ۰۵۲°۵۹′۰۰″ غربی / ۴۷٫۶۳۳۳۳°شمالی ۵۲٫۹۸۳۳۳°غربی |
| Black Tickle           | فرودگاه بلک تیکل                                              |        | CCE4         | YBI  | ۵۳°۲۸′۱۲″ شمالی ۰۵۵°۴۷′۱۵″ غربی / ۵۳٫۴۷۰۰۰°شمالی ۵۵٫۷۸۷۵۰°غربی |
| بانیویستا              | فرودگاه بانیویستا                                             | CWVA   |              | WVA  | ۴۸°۳۴′۰۰″ شمالی ۰۵۳°۰۳′۲۷″ غربی / ۴۸٫۵۶۶۶۷°شمالی ۵۳٫۰۵۷۵۰°غربی |
| Botwood                | فرودگاه دره اکسپلویتس                                         |        | CCP2         |      | ۴۹°۰۳′۲۲″ شمالی ۰۵۵°۲۶′۵۳″ غربی / ۴۹٫۰۵۶۱۱°شمالی ۵۵٫۴۴۸۰۶°غربی |
| Burgeo                 | Burgeo (Calder Health Care Corp) Heliport                     |        | CBC9         |      | ۴۷°۳۶′۴۷″ شمالی ۰۵۷°۳۷′۲۴″ غربی / ۴۷٫۶۱۳۰۶°شمالی ۵۷٫۶۲۳۳۳°غربی |
| Cartwright             | فرودگاه کارترایت                                              | CYCA   |              | YRF  | ۵۳°۴۰′۵۸″ شمالی ۰۵۷°۰۲′۳۱″ غربی / ۵۳٫۶۸۲۷۸°شمالی ۵۷٫۰۴۱۹۴°غربی |
| Charlottetown          | فرودگاه شارلوت‌تاوون (لبرادور)                                 |        | CCH4         | YHG  | ۵۲°۴۵′۵۴″ شمالی ۰۵۶°۰۶′۵۶″ غربی / ۵۲٫۷۶۵۰۰°شمالی ۵۶٫۱۱۵۵۶°غربی |
| آبشار چرچیل            | فرودگاه آبشار چرچیل                                           | CZUM   |              | ZUM  | ۵۳°۳۳′۴۳″ شمالی ۰۶۴°۰۶′۲۳″ غربی / ۵۳٫۵۶۱۹۴°شمالی ۶۴٫۱۰۶۳۹°غربی |
| Clarenville            | فرودگاه کلارنویل                                              |        | CCZ3         |      | ۴۸°۱۶′۲۹″ شمالی ۰۵۳°۵۵′۲۶″ غربی / ۴۸٫۲۷۴۷۲°شمالی ۵۳٫۹۲۳۸۹°غربی |
| Conne River            | فرودگاه آبی رودخانه کوون                                      |        | CCR8         |      | ۴۷°۵۵′۳۰″ شمالی ۰۵۵°۳۴′۴۰″ غربی / ۴۷٫۹۲۵۰۰°شمالی ۵۵٫۵۷۷۷۸°غربی |
| دیر لیک                | فرودگاه منطقه‌ای دیر لیک                                       | CYDF   |              | YDF  | ۴۹°۱۲′۴۰″ شمالی ۰۵۷°۲۳′۲۹″ غربی / ۴۹٫۲۱۱۱۱°شمالی ۵۷٫۳۹۱۳۹°غربی |
| فوگو                   | فرودگاه فوگو                                                  |        | CDY3         |      | ۴۹°۳۹′۲۷″ شمالی ۰۵۴°۱۴′۱۵″ غربی / ۴۹٫۶۵۷۵۰°شمالی ۵۴٫۲۳۷۵۰°غربی |
| Foxtrap                | Long Pond Heliport                                            |        | CCX2         |      | ۴۷°۳۰′۵۸″ شمالی ۰۵۲°۵۸′۵۱″ غربی / ۴۷٫۵۱۶۱۱°شمالی ۵۲٫۹۸۰۸۳°غربی |
| گندر                   | Gander (James Paton Memorial Regional Health Centre) Heliport |        | CGH2         |      | ۴۸°۵۷′۱۹″ شمالی ۰۵۴°۳۷′۳۸″ غربی / ۴۸٫۹۵۵۲۸°شمالی ۵۴٫۶۲۷۲۲°غربی |
| Gander                 | فرودگاه بین‌المللی گندر                                        | CYQX   |              | YQX  | ۴۸°۵۶′۱۳″ شمالی ۰۵۴°۳۴′۰۵″ غربی / ۴۸٫۹۳۶۹۴°شمالی ۵۴٫۵۶۸۰۶°غربی |
| Grand Falls-Windsor    | Grand Falls-Windsor Heliport                                  |        | CFW8         |      | ۴۸°۵۵′۲۹″ شمالی ۰۵۵°۳۸′۵۰″ غربی / ۴۸٫۹۲۴۷۲°شمالی ۵۵٫۶۴۷۲۲°غربی |
| Happy Valley-Goose Bay | سی‌اف‌بی گوس بی (Goose Bay Airport)                             | CYYR   |              | YYR  | ۵۳°۱۹′۰۹″ شمالی ۰۶۰°۲۵′۳۳″ غربی / ۵۳٫۳۱۹۱۷°شمالی ۶۰٫۴۲۵۸۳°غربی |
| Happy Valley-Goose Bay | فرودگاه گوس (آتر کریک)                                        |        | CCB5         |      | ۵۳°۲۱′۰۰″ شمالی ۰۶۰°۲۵′۰۰″ غربی / ۵۳٫۳۵۰۰۰°شمالی ۶۰٫۴۱۶۶۷°غربی |
| Harbour Grace          | فرودگاه هاربر گریس                                            |        | CHG2         |      | ۴۷°۴۱′۰۸″ شمالی ۰۵۳°۱۵′۱۴″ غربی / ۴۷٫۶۸۵۵۶°شمالی ۵۳٫۲۵۳۸۹°غربی |
| Hopedale               | فرودگاه هپدال                                                 | CYHO   |              | YHO  | ۵۵°۲۶′۵۴″ شمالی ۰۶۰°۱۳′۴۳″ غربی / ۵۵٫۴۴۸۳۳°شمالی ۶۰٫۲۲۸۶۱°غربی |
| Makkovik               | فرودگاه مکوویک                                                | CYFT   |              | YMN  | ۵۵°۰۴′۳۸″ شمالی ۰۵۹°۱۱′۱۵″ غربی / ۵۵٫۰۷۷۲۲°شمالی ۵۹٫۱۸۷۵۰°غربی |
| Mary's Harbour         | فرودگاه ماریس هاربر                                           | CYMH   |              | YMH  | ۵۲°۱۸′۱۰″ شمالی ۰۵۵°۵۰′۵۲″ غربی / ۵۲٫۳۰۲۷۸°شمالی ۵۵٫۸۴۷۷۸°غربی |
| Nain                   | فرودگاه نین                                                   | CYDP   |              | YDP  | ۵۶°۳۳′۰۲″ شمالی ۰۶۱°۴۰′۵۶″ غربی / ۵۶٫۵۵۰۵۶°شمالی ۶۱٫۶۸۲۲۲°غربی |
| Natuashish             | فرودگاه ناتواشیش                                              |        | CNH2         | YNP  | ۵۵°۵۴′۵۰″ شمالی ۰۶۱°۱۱′۰۴″ غربی / ۵۵٫۹۱۳۸۹°شمالی ۶۱٫۱۸۴۴۴°غربی |
| Port au Choix          | فرودگاه پورت او شوا                                           |        | CCM4         |      | ۵۰°۴۱′۲۰″ شمالی ۰۵۷°۱۹′۵۳″ غربی / ۵۰٫۶۸۸۸۹°شمالی ۵۷٫۳۳۱۳۹°غربی |
| Port Hope Simpson      | فرودگاه پورت هوپ سیمپسون                                      |        | CCP4         | YHA  | ۵۲°۳۱′۴۱″ شمالی ۰۵۶°۱۷′۱۰″ غربی / ۵۲٫۵۲۸۰۶°شمالی ۵۶٫۲۸۶۱۱°غربی |
| Postville              | فرودگاه پستویل                                                |        | CCD4         | YSO  | ۵۴°۵۴′۳۷″ شمالی ۰۵۹°۴۷′۰۷″ غربی / ۵۴٫۹۱۰۲۸°شمالی ۵۹٫۷۸۵۲۸°غربی |
| Rigolet                | فرودگاه ریگولت                                                |        | CCZ2         | YRG  | ۵۴°۱۰′۴۷″ شمالی ۰۵۸°۲۷′۲۷″ غربی / ۵۴٫۱۷۹۷۲°شمالی ۵۸٫۴۵۷۵۰°غربی |
| South Brook            | فرودگاه سوت بروک واتر                                         |        | CCT5         |      | ۴۹°۰۱′۰۰″ شمالی ۰۵۷°۳۸′۰۰″ غربی / ۴۹٫۰۱۶۶۷°شمالی ۵۷٫۶۳۳۳۳°غربی |
| Springdale             | فرودگاه اسپرینگدیل                                            |        | CCD2         |      | ۴۹°۲۸′۴۴″ شمالی ۰۵۶°۱۰′۴۱″ غربی / ۴۹٫۴۷۸۸۹°شمالی ۵۶٫۱۷۸۰۶°غربی |
| Springdale             | فرودگاه آبی اسپریندیلی/استخر دیویس                            |        | CDU4         |      | ۴۹°۳۳′۰۰″ شمالی ۰۵۶°۰۳′۰۰″ غربی / ۴۹٫۵۵۰۰۰°شمالی ۵۶٫۰۵۰۰۰°غربی |
| St. Andrews            | فرودگاه سنت اندروز (کادروی ولی)                               |        | CDA5         |      | ۴۷°۴۶′۳۳″ شمالی ۰۵۹°۱۸′۴۵″ غربی / ۴۷٫۷۷۵۸۳°شمالی ۵۹٫۳۱۲۵۰°غربی |
| St. Anthony            | فرودگاه سنت آنتونی                                            | CYAY   |              | YAY  | ۵۱°۲۳′۳۱″ شمالی ۰۵۶°۰۴′۵۹″ غربی / ۵۱٫۳۹۱۹۴°شمالی ۵۶٫۰۸۳۰۶°غربی |
| سنت جونز               | St. John's (Health Sciences Centre) Heliport                  |        | CCK2         |      | ۴۷°۳۴′۲۱″ شمالی ۰۵۲°۴۴′۴۴″ غربی / ۴۷٫۵۷۲۵۰°شمالی ۵۲٫۷۴۵۵۶°غربی |
| سنت جونز               | St. John's (Universal) Heliport                               |        | CDC2         |      | ۴۷°۳۶′۳۰″ شمالی ۰۵۲°۴۳′۳۷″ غربی / ۴۷٫۶۰۸۳۳°شمالی ۵۲٫۷۲۶۹۴°غربی |
| سنت جونز               | فرودگاه آبی سنت جان (استخر پدیس)                              |        | CCQ5         |      | ۴۷°۲۸′۰۰″ شمالی ۰۵۲°۵۴′۰۰″ غربی / ۴۷٫۴۶۶۶۷°شمالی ۵۲٫۹۰۰۰۰°غربی |
| سنت جونز               | فرودگاه بین‌المللی سنت جان                                     | CYYT   |              | YYT  | ۴۷°۳۷′۰۷″ شمالی ۰۵۲°۴۵′۰۹″ غربی / ۴۷٫۶۱۸۶۱°شمالی ۵۲٫۷۵۲۵۰°غربی |
| St. Lewis              | فرودگاه سنت لویس (بندر فاکس)                                  |        | CCK4         | YFX  | ۵۲°۲۲′۲۲″ شمالی ۰۵۵°۴۰′۲۶″ غربی / ۵۲٫۳۷۲۷۸°شمالی ۵۵٫۶۷۳۸۹°غربی |
| Stephenville           | فرودگاه بین‌المللی استفنویل                                    | CYJT   |              | YJT  | ۴۸°۳۲′۲۹″ شمالی ۰۵۸°۳۳′۰۰″ غربی / ۴۸٫۵۴۱۳۹°شمالی ۵۸٫۵۵۰۰۰°غربی |
| Thorburn Lake          | فرودگاه آبی توربرن لیک                                        |        | CCW5         |      | ۴۸°۱۶′۰۰″ شمالی ۰۵۴°۰۹′۰۰″ غربی / ۴۸٫۲۶۶۶۷°شمالی ۵۴٫۱۵۰۰۰°غربی |
| Voisey's Bay Mine      | فرودگاه وویسیز بی                                             |        | CVB2         |      | ۵۶°۲۰′۴۱″ شمالی ۰۶۲°۰۵′۱۷″ غربی / ۵۶٫۳۴۴۷۲°شمالی ۶۲٫۰۸۸۰۶°غربی |
| Wabush                 | فرودگاه وابش                                                  | CYWK   |              | YWK  | ۵۲°۵۵′۲۲″ شمالی ۰۶۶°۵۱′۵۳″ غربی / ۵۲٫۹۲۲۷۸°شمالی ۶۶٫۸۶۴۷۲°غربی |
| Wabush                 | فرودگاه وابش واتر                                             |        | CCX5         |      | ۵۲°۵۶′۰۰″ شمالی ۰۶۶°۵۴′۰۰″ غربی / ۵۲٫۹۳۳۳۳°شمالی ۶۶٫۹۰۰۰۰°غربی |
| Williams Harbour       | فرودگاه ولیامز هاربر                                          |        | CCA6         | YWM  | ۵۲°۳۴′۰۳″ شمالی ۰۵۵°۴۷′۰۶″ غربی / ۵۲٫۵۶۷۵۰°شمالی ۵۵٫۷۸۵۰۰°غربی |
| Winterland             | فرودگاه وینترلند                                              |        | CCC2         |      | ۴۷°۰۸′۱۳″ شمالی ۰۵۵°۱۹′۴۵″ غربی / ۴۷٫۱۳۶۹۴°شمالی ۵۵٫۳۲۹۱۷°غربی |

- Airports names marked in bold are part of the National Airports System (Canada)
- Alternate names are shown in parentheses 

## فرودگاه‌های سابق
| مکان         | نام فرودگاه                        | ایکائو | TC موقعیت‌یاب | یاتا | مختصات                                                         |
| ------------ | ---------------------------------- | ------ | ------------ | ---- | -------------------------------------------------------------- |
| Argentia     | پایگاه هوایی ارجنتیا               |        |              |      | ۴۷°۱۸′۲۲″ شمالی ۰۵۳°۵۹′۲۴″ غربی / ۴۷٫۳۰۶۱۱°شمالی ۵۳٫۹۹۰۰۰°غربی |
| Bay d'Espoir | فرودگاه بی دسپویر                  |        | CCX4         |      | ۴۷°۵۷′۳۰″ شمالی ۰۵۵°۵۱′۱۴″ غربی / ۴۷٫۹۵۸۳۳°شمالی ۵۵٫۸۵۳۸۹°غربی |
| Davis Inlet  | Davis Inlet Aerodrome              |        | CCB4         | YDI  | ۵۵°۵۳′۵۱″ شمالی ۰۶۰°۵۴′۲۸″ غربی / ۵۵٫۸۹۷۵۰°شمالی ۶۰٫۹۰۷۷۸°غربی |
| Stephenville | Ernest Harmon Air Force Base       |        |              |      | ۴۸°۳۲′۲۹″ شمالی ۰۵۸°۳۳′۰۰″ غربی / ۴۸٫۵۴۱۳۹°شمالی ۵۸٫۵۵۰۰۰°غربی |
| Hope Brook   | فرودگاه هوپ بروک                   |        |              |      | ۴۷°۴۳′۲۱″ شمالی ۰۵۸°۰۳′۳۳″ غربی / ۴۷٫۷۲۲۵۰°شمالی ۵۸٫۰۵۹۱۷°غربی |
| Saglek Bay   | فرودگاه سگلک (RCAF Station Saglek) | CYSV   |              | YSV  | ۵۸°۲۸′۲۸″ شمالی ۰۶۲°۳۹′۱۵″ غربی / ۵۸٫۴۷۴۴۴°شمالی ۶۲٫۶۵۴۱۷°غربی |